# موهلنیتسه (ناحیه شومپرک)
موهلنیتسه (به چکی: Mohelnice) یک منطقهٔ مسکونی و شهرستان دارای شهرک سابقاً روستا در جمهوری چک است که در ناحیه شومپرک واقع شده‌است. موهلنیتسه ۹٬۸۶۲ نفر جمعیت دارد.